# Anticoreura schausi
Anticoreura schausi är en fjärilsart som beskrevs av Louis Beethoven Prout 1918. Anticoreura schausi ingår i släktet Anticoreura och familjen tandspinnare. Inga underarter finns listade i Catalogue of Life.